# Malta-Masche
Die Malta-Masche, auch Malta-Trick oder Malta-Inkasso genannt, ist eine betrügerische Methode, unberechtigte Geldforderungen über ein maltesisches Inkassounternehmen in Deutschland rechtswirksam werden zu lassen, um sie dann einzutreiben. Neben dem Versuch, einen vollstreckbaren Titel zu errichten, kann der vermeintliche Schuldner auch durch Mahnschreiben des Inkassounternehmens unter Hinweis auf die vermeintliche Möglichkeit des europäischen Mahnverfahrens erpresst werden. Dieses Vorgehen ist besonders dadurch bekannt geworden, dass es von Mitgliedern der Reichsbürgerbewegung eingesetzt wurde, um fiktive Forderungen gegen Regierungsvertreter und Verwaltungsmitarbeiter in tatsächlich vollstreckbare Titel zu verwandeln.

## Funktionsweise
Das übliche Vorgehen bei der Malta-Masche ist: Eine Forderung wird im Register des Uniform Commercial Code (UCC) des Bundesstaates Washington der USA eingetragen, was online durchgeführt werden kann. Die Rechtmäßigkeit der Forderung wird von den US-amerikanischen Behörden nicht überprüft. Diese fingierten Forderungen werden dann an ein maltesisches Inkassounternehmen abgetreten, das in der Folge versucht, vor einem maltesischen Gericht einen vollstreckbaren  Titel nach dem europäischen Mahnverfahren einen Europäischen Zahlungsbefehl zu erreichen. Dabei wird ausgenutzt, dass nach maltesischem Recht eine Forderung durch ein reguläres Gerichtsverfahren festgestellt werden kann und der Gläubiger hier davon ausgehen kann, dass der Schuldner nicht in der gesetzten Frist von 30 Tagen in Malta vor Gericht erscheint. In einigen Fällen sind diese Inkassounternehmen (Beispiel: Pegasus International Incasso Limited) von derselben Gruppe gegründet worden, die vorher die Forderung im UCC eingetragen hatte. Da die maltesischen Gerichte nach den Zuständigkeitsregeln der Verordnung (EG) Nr. 44/2001 nur in sehr begrenzten Ausnahmefällen zuständig wären, müssten passende Fälle konstruiert werden.

## Anwendungsversuche
Die Malta-Masche wird von „Reichsbürgern“ besonders dazu eingesetzt, ihre Gegner zu bedrohen und zu verunsichern. Dies betrifft einerseits Repräsentanten des Staates wie die ehemalige Bundeskanzlerin Angela Merkel und den ehemaligen Bundespräsidenten Joachim Gauck, anderseits wird aber auch eine Vielzahl „einfacher“ Verwaltungs- und Gerichtsangestellte mit derartigen Verfahren überzogen. Bisher ist jedoch noch kein Fall bekannt, in dem eine Forderung vollstreckt wurde. In einer Bundestagsdrucksache vom 14. Oktober 2016 als Antwort auf eine Kleine Anfrage geht die Bundesregierung davon aus, dass die Vollstreckung in keinem Fall möglich sei.

## Abwehr
Die Abwehr hinsichtlich des UCC-Registers ist, wenn der Eintrag bekannt wird, trivial, da Eintragungen gegen (ausländische) Amtsträger dort unzulässig sind und auf Antrag der Dienststelle des jeweiligen Betroffenen gelöscht werden.
Problematischer ist dagegen die Abwehr von Inkasso-Forderungen, insbesondere deren regelmäßig absurd hoher Wert von nicht selten mehreren Millionen Euro, der ein hohes Drohpotenzial darstellt. Es ist daher im Bereich der Behörden inzwischen üblich, dass betroffene Beamte von Seiten der jeweiligen Landes- oder der Bundesregierung Unterstützung erhalten. Aufgrund der gezielten Angriffe auf Bedienstete des Bundes und der Länder steht die Bundesregierung bezüglich der Malta-Masche in Kontakt mit den Regierungen und anderen Stellen der Vereinigten Staaten und von Malta, um gezielt auf eine mögliche Strafbarkeit dieses Vorgehens hinzuweisen. Eine (zivil-)rechtliche Grundlage für eine Vollstreckung sei jedoch in keinem Fall gegeben. In einem Schreiben des Auswärtigen Amts an die Justizministerien der Bundesländer wird gebeten, Fälle der Malta-Masche an das Auswärtige Amt zu berichten; dort leite man sie an die maltesische Generalstaatsanwaltschaft weiter. Vortäuschen einer erfundenen Forderung sei auch nach maltesischem Recht als Betrug oder ähnliches Delikt strafbar; im Falle einer Beeidung als Meineid.

## Trivia
Der Radio-Tatort der ARD Im Königreich Deutschland verarbeitet die Malta-Masche zu einem Kriminal-Hörspiel: Eine Gerichtsvollzieherin wird (vermeintlich) auf diese Weise von Mitgliedern der Reichsbürger-Szene unter Druck gesetzt.